# Xenophon van Efese
Xenophon van Efeze was een Grieks schrijver uit de derde eeuw na Chr., niet te verwarren met zijn naamgenoot Xenophon van Athene, die zes eeuwen eerder leefde.
Hij is de auteur van een liefdesroman met de titel Ephesiaká, waarin de helden, de geliefden Abrocomes en Anthia, via een hele reeks sensationele avonturen gescheiden en daarna weer verenigd worden.

## Leven
Er is weinig met zekerheid te zeggen over het leven van deze auteur. Hij leefde in de tweede of derde eeuw na Christus en werd geboren in de stad Efeze. Het is zelfs niet zeker of Xenophon echt zijn naam was, dan wel een pseudoniem dat hij gebruikte om vereenzelvigd te worden met de beroemde Xenophon van Athene.

## Werk
Zijn enige overgeleverde werk, de roman Ephesiaka (Oudgrieks: Ἐφεσιακά) werd in de Romeinse tijd geschreven. Centraal in het verhaal staat het jonge liefdespaar Anthia en Habrokomes (Latijn: Abrocomes), die samen een reis maken waarop het lot hun niet altijd gunstig gezind is, wat typerend is voor de antieke romancultuur. Ze lijden schipbreuk, worden gescheiden, denken dat er verraad in het spel is... Men ziet erin ook een diepere, religieuze betekenis als lofschrift voor de Egyptische godin Isis. Het verhaal toont namelijk gelijkenissen met de liefdesgeschiedenis tussen Isis en Osiris. 